# Jesús Paluzie i Borrell
Jesús Paluzie i Borrell   (Barcelona, 1903 - 19 de maig de 1983) va ser un farmacèutic, químic i traductor català. També és conegut com a impulsor del georgisme i de l'esperanto a Barcelona.

## Biografia
Era germà de l'astrònom Antoni Paluzie i Borrell (Barcelona, 1899-1984) i de la pintora i escriptora de llibres infantils Mercedes Paluzie i Borrell (sota el pseudònim Florencia de Arquer). També era besnet del paleògraf, pedagog i antiquari Esteve Paluzie i Cantalozella, net de l'editor de llibres educatius i per a infants Faustino Paluzie (1833-1901) i fill de l'enginyer, esperantista, escriptor i problemista d'escacs Josep Paluzie i Lucena (1860-1938).
El georgisme és un corrent de l'economia que afirma que tenim dret al fruit del nostre treball, però no ens hauríem de lucrar amb allò que no hem creat; en altres paraules, mentre els productes creats per les persones són propietat seva, el que ha creat la natura pertany a tothom. El seu impulsor va ser el nord-americà Henry George (1839-1897) i, entre altres coses, s'associa amb la idea d'un impost únic sobre el valor de la terra. Entre els seguidors del georgisme destaca Lizzie Magie, qui inventà el joc del Monopoly l'any 1903 per demostrar que els monopolis - especialment el de la terra - eren perniciosos per a la societat i també conciliar les teories liberals amb el socialisme utòpic. Jesús Paluzie va traduir part de l'obra de Henry George, incloent-hi Progress and Poverty.
Pel que fa a l'esperanto, Jesús Paluzie és autor d'un influent diccionari, publicat el 1968. També va escriure tractats sobre filosofia, dietètica, teoria de la música i altres matèries, així com traduccions d'obres científiques i literàries, particularment de l'anglès i de l'alemany.
Altres esperantistes i georgistes catalans són Petro Nuez i Joan Manuel Alarcón.

## Obres
- Los factores de la salud. Higiene de la nutrición. Pròleg de A. Salvat Navarro. Ed. B. Bauza, Barcelona, 1933.
- "Les modernes investigacions americanes. Descobriment d'un nou isótop". Clarisme 22, 1934
- What is Social Science?[Enllaç no actiu] Paper presented at the Ninth International Conference on Land Value Taxation and Free Trade, St. Andrews, 13-20 August, 1955.
- Diccionario esperanto-español y español-esperanto: selección de 25.000 voces con los términos usuales y científicos, reglas de pronunciación y gramática del esperanto. Ed. Ramón Sopena, Barcelona,1968.

Traduccions
- George, Henry. Progreso y Miseria. Indagación acerca de las causas de las crisis económicas y del aumento de la pobreza con el aumento de la riqueza. El remedio Arxivat 2014-10-19 a Wayback Machine.. 1980.
- Andersen, H. C. Estampas sin imágenes. Editorial Lucero, Barcelona, 1943.
- Junge, Werne. Bolahun: Un médico entre los brujos de la selva virgen de Africa. Geografía de África. Ed. Aymá. Colección '"Los Caminos de la vida"', vol. XIV. Barcelona, 1955. Traducció de l'alemany per Federico Armenter de Monasterio i Jesús Paluzie.
- Baumann, Hans. La falúa de los hermanos. Ed. Herder, Barcelona, 1958.